# Питишево (Красночетайский район)
Пи́тишево (чув. Утаркасси) — деревня в Красночетайском районе Чувашской Республики. Входит в состав Пандиковского сельского поселения.

## География
Находится в северо-западной части Чувашии на расстоянии приблизительно 8 км на северо-запад от районного центра села Красные Четаи.

## История
Известна с 1795 года, когда здесь был 41 двор и 283 жителя. Образована переселенцами из деревни Питишево (ныне Аликовского района). В 1869 году было учтено 382 жителя, в 1897 — 88 дворов и 545 жителей, в 1926—180 дворов и 925 жителей, в 1939—1084 жителя, в 1979—775. В 2002 году было 225 дворов, в 2010—149 домохозяйств. В 1931 году был образован колхоз «Пятилетка», в 2010 действовал ООО «Авангард».

## Население
Постоянное население составляло 462 человека (чуваши 100 %) в 2002 году, 338 в 2010.